# 三塘县
三塘县（越南语：／）是越南莱州省下辖的一个县。面积662.92平方千米，2019年总人口52470人。

## 地理
三塘县北接丰收县，西北接莱州市，西接生胡县，南接新渊县，东接老街省垻洒縣和沙垻市社。

## 历史
2004年10月10日，以丰收市镇、稔陇社、三塘社1市镇3社和宋派社部分区域析置莱州市社；平庐社析置三塘市镇。
2006年12月27日，平庐社析置山平社，爛泥塘社划归丰收县管辖。
2008年4月8日，河頭社析置江马社。
2020年1月10日，宋派社划归莱州市管辖。

## 行政区划
三塘县下辖1市镇12社，县莅三塘市镇。
- 三塘市镇（Thị trấn Tam Đường）
- 慢磨社（Xã Bản Bo）
- 慢秧社（Xã Bản Giang）
- 慢歡社（Xã Bản Hon）
- 平庐社（Xã Bình Lư）
- 江马社（Xã Giang Ma）
- 河頭社（Xã Hồ Thầu）
- 昆呵社（Xã Khun Há）
- 那沁社（Xã Nà Tăm）
- 农囊社（Xã Nùng Nàng）
- 山平社（Xã Sơn Bình）
- 大樑社（Xã Tả Lèng）
- 田心社（Xã Thèn Xin）